# Olympische Sommerspiele 1996/Teilnehmer (Malta)
| Gelbes Symbol für Goldmedaillen mit stilisierten Olympischen Ringen | Graues Symbol für Silbermedaillen mit stilisierten Olympischen Ringen | Braundes Symbol für Bronzemedaillen mit stilisierten Olympischen Ringen |
| ------------------------------------------------------------------- | --------------------------------------------------------------------- | ----------------------------------------------------------------------- |
| —                                                                   | —                                                                     | —                                                                       |

Malta nahm bei den Olympischen Sommerspielen 1996 in der US-amerikanischen Metropole Atlanta mit sieben Sportlern, drei Frauen und vier Männern, in sieben Wettkämpfen in fünf Sportarten teil.
Seit 1928 war es die elfte Teilnahme Maltas bei Olympischen Sommerspielen.

## Flaggenträger
Die Schwimmerin Angela Galea trug die Flagge Maltas während der Eröffnungsfeier am 19. Juli im Centennial Olympic Stadium.

## Teilnehmer nach Sportarten

### Judo
- Laurie Pace
Frauen, Halbmittelgewicht: 13. Platz

### Leichtathletik
- Mario Bonello
100 Meter: Vorläufe

- Carol Galea
Frauen, Marathon: DNF

### Schießen
- Frans Pace
Trap: 20. Platz
Doppel-Trap: 32. Platz

### Schwimmen
- Gail Rizzo
Frauen, 50 Meter Freistil: 50. Platz
Frauen, 100 Meter Freistil: 48. Platz
Frauen, 100 Meter Rücken: 33. Platz

### Segeln
- Andrew Wilson
Windsurfen: 38. Platz

- John Tabone
Finn-Dinghy: 41. Platz